# 원플러스 2
원플러스 2(OnePlus 2)는 2015년 7월 27일에 발매된 원플러스의 스마트폰이다.